# Gaubitsch
Gaubitsch osztrák község Alsó-Ausztria Mistelbachi járásában. 2021 januárjában 873 lakosa volt. 

## Elhelyezkedése

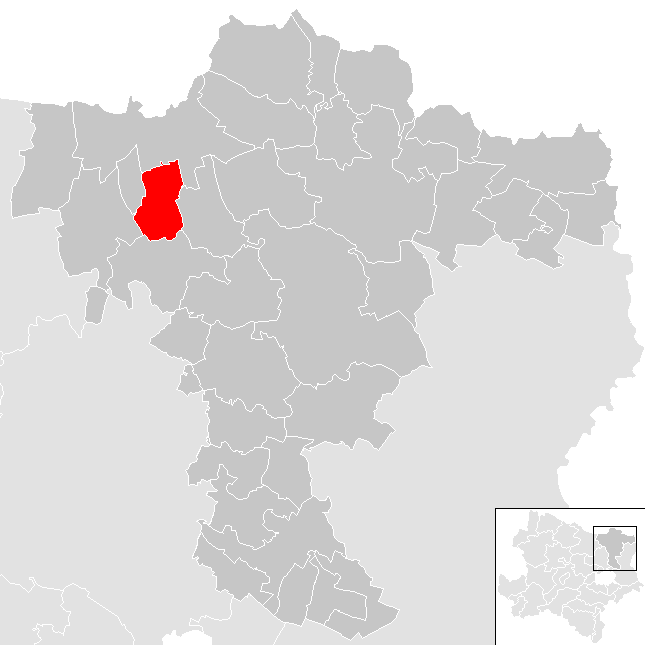
Gaubitsch a Mistelbachi járásban

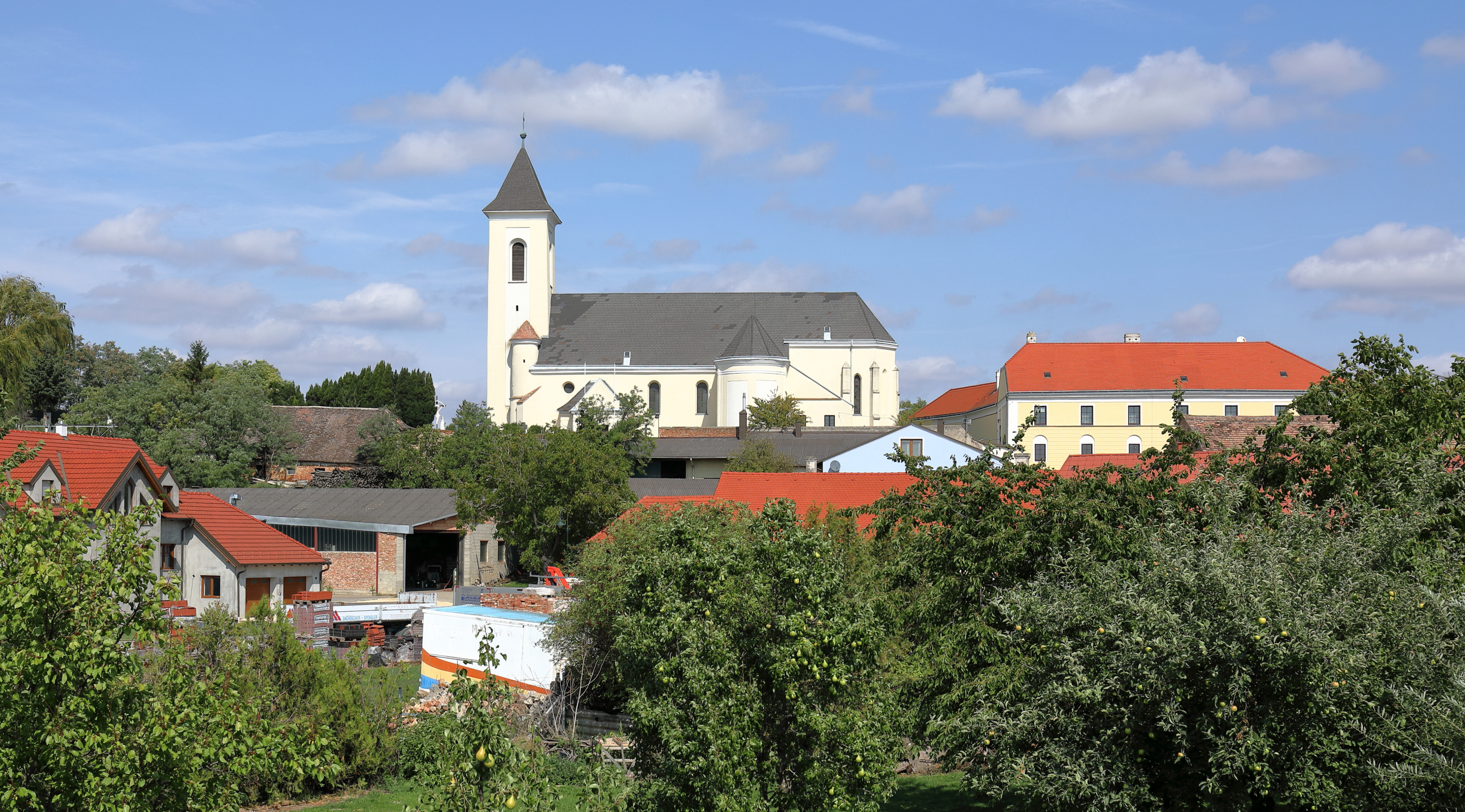
A Szt. István-plébániatemplom

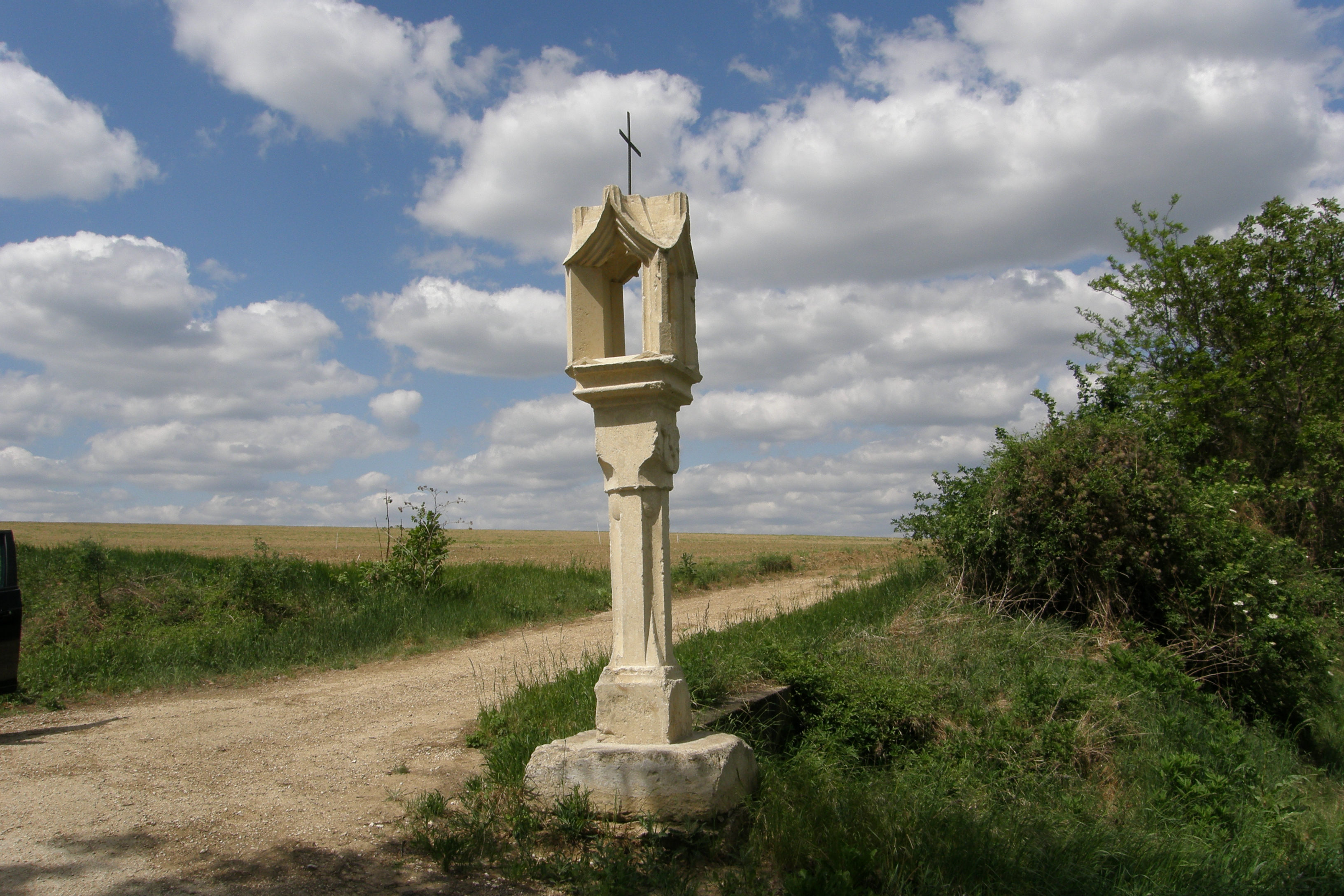
Gótikus szentképtartó

Gaubitsch a tartomány Weinviertel régiójában fekszik a Weinvierteli-dombságon. Legfontosabb folyóvizei a Gainergraben és a Schmallüßgraben csatornák. Területének 4,2%-a erdő, 87,9% áll mezőgazdasági művelés alatt. Az önkormányzat 3 települést, illetve településrészt egyesít: Altenmarkt (183 lakos 2021-ben), Gaubitsch (377) és Kleinbaumgarten (313).
A környező önkormányzatok: északra Laa an der Thaya, keletre Fallbach, délre Gnadendorf, délnyugatra Stronsdorf, északnyugatra Unterstinkenbrunn.

## Története
A falu határában újkőkori és a vaskori La Tène-kultúrához köthető település maradványait tárták fel a régészek. Gaubitschot 1055-ben, III. Henrik császár egy adománylevelében említik először "villa Gevvatisprunnen" vagy "Gouuazesbrunnen" alakban. 1147-ben már "Gawats" volt a neve, egy szláv, "kovács" jelentésű személynév után.
A második világháború utolsó napjaiban, 1945. április 18. és május 8. között Gaubitsch heves harcok színhelye volt, amely során falu mintegy 40%-a elpusztult és több polgár életét vesztette. Kleinbaumgartenben gránátvetőkkel vívott gyalogsági harcok zajlottak, amelyekben öt civil meghalt.
1972-ben Gaubitsch és Unterstinkenbrunn községek Gartenbrunn néven egyesültek, de 1995-ben ismét szétváltak.

## Lakosság
A gaubitschi önkormányzat területén 2021 januárjában 873 fő élt. A lakosságszám 1890-ben érte el a csúcspontját 1117 fővel, azóta enyhén csökkenő tendenciát mutat. 2018-ban az ittlakók 98%-a volt osztrák állampolgár; a külföldiek közül 0,2% a régi (2004 előtti), 1% az új EU-tagállamokból érkezett. 2001-ben a lakosok 93,2%-a római katolikusnak, 2,5% mohamedánnak, 1,8% pedig felekezeten kívülinek vallotta magát. Ugyanekkor a legnagyobb nemzetiségi csoportot a németek (96,3%) mellett a bosnyákok alkották 1,1%-kal. 
A népesség változása:

| 2016 | 870 |
| 2018 | 894 |

## Látnivalók
- a Szt. István-plébániatemplom
- 15-16. századi későgótikus útszéli szentképtartók

## Fordítás
- Ez a szócikk részben vagy egészben  a   Gaubitsch című német Wikipédia-szócikk ezen változatának fordításán alapul.  Az eredeti cikk szerkesztőit annak laptörténete sorolja fel. Ez a jelzés csupán a megfogalmazás eredetét és a szerzői jogokat jelzi, nem szolgál a cikkben szereplő információk forrásmegjelöléseként.